# Polisa
Polisa – dokument, w którym ubezpieczyciel potwierdza zawarcie umowy ubezpieczenia (art. 809 § 1 KC).
Polisa powinna zawierać elementy istotne dla umowy ubezpieczenia, takie jak:
- dane/oznaczenie ubezpieczyciela,
- dane ubezpieczającego,
- oznaczenie przedmiotu ubezpieczenia,
- oznaczenie ubezpieczonych ryzyk (niebezpieczeństw),
- określenie czasu, na który zawarto umowę ubezpieczenia,
- okres ubezpieczenia (początek i koniec okresu ochrony),
- sumę ubezpieczenia,
- miejsce i datę wystawienia polisy,
- podpis ubezpieczyciela[2].

Brak polisy nie oznacza automatycznie braku lub nieważność umowy ubezpieczenia. Oznacza jedynie, że ciężar udowodnienia istnienia ważnej umowy między stronami, spoczywa na osobie, która dochodzi świadczenia (art. 6 KC).